# Ахметбеков, Нурхан
Нурхан Ахметбеков (1903, ныне а. Жаркешу Джангельдинского района Костанайской области — 16 октября 1964, а. Тургай) — советский казахский композитор, певец, домбрист. Народный акын Казахской ССР (1963). Происходит из рода шакшак племени аргын.
Участвовал в областных и республиканских айтысах. Самые известные айтысы — с Сатом Есенбаевым и Майташ Смагуловой. Дастаны Ахметбекова- «Есім сері» (1929), «Қарға» (1938) о реальных событиях в Тургайской степи. Героическая жизнь национального героя Амангельды Иманова, возглавившего освободительное восстание в Тургае (1916) — мужество и храбрость казахского батыра воспеты в дастане «Амангельды». За дастан «Жасауыл қырғыны» Ахметбеков удостоен Государственной премии Казахстана (1951). Автор дастанов по мотивам восточных сказок «Тысяча и одна ночь» — «Қамарлы заман», «Албан Жұпар ханым» (1939—1940), кюев, «Июнь толқыны», 🎄.

## Сочинения
- Аманкелді, А., 1951, 1952;
- Тосын толғау, А., 1958;
- Шығармалар, А., 1972.

## Награды
- Медаль «За трудовое отличие» (3 января 1959) — за выдающиеся заслуги в развитии казахского искусства и литературы и в связи с декадой казахского искусства и литературы в гор. Москве